# Ruben Markarian
Ruben Ambarcumowicz Markarian (ros. Рубен Амбарцумович Маркарян, ur. 1896 w Şuşy, zm. 16 maja 1956 w Baku) – funkcjonariusz radzieckich organów bezpieczeństwa, generał porucznik.

## Życiorys
Urodzony w rodzinie ormiańskiego krawca, w 1911 skończył dwie klasy ormiańskiego seminarium duchownego w Şuşy, później był kurierem i telefonistą, od sierpnia 1915 do lutego 1918 służył w armii, żołnierz batalionu piechoty w Aleksandropolu (Giumri) i 17 Kaukaskiego Pułku Piechoty w Tbilisi. Od lutego 1918 do grudnia 1921 w Armii Czerwonej, od grudnia 1921 w organach Czeki, od września 1925 w WKP(b), od stycznia 1926 do września 1926 powiatowy pełnomocnik GPU w Gandży, później pomocnik szefa okręgowego oddziału GPU w Ağdamie, od listopada 1930 do lutego 1932 szef rejonowego oddziału GPU w Bərdə. Od 20 lutego 1932 do 10 lipca 1934 szef Nagorno-Karabachskiego Obwodowego Oddziału GPU w Stepanakercie, od 13 lipca 1934 do maja 1935 szef Zarządu NKWD Nagorno-Karabachskiego Obwodu Autonomicznego, od maja 1935 do grudnia 1936 szef oddziału Wydziału Specjalnego Zarządu Bezpieczeństwa Państwowego (UGB) NKWD Azerbejdżańskiej SRR, od 13 stycznia 1936 starszy porucznik bezpieczeństwa państwowego. Od grudnia 1936 do 11 sierpnia 1937 szef Oddziału 3 Wydziału 4 UGB NKWD Azerbejdżańskiej SRR, od 11 sierpnia 1937 do 28 maja 1938 szef Oddziału 7 Wydziału 3 UGB NKWD Azerbejdżańskiej SRR, od 28 maja 1938 do 31 lipca 1939 szef Oddziału 4 Wydziału 3 UGB NKWD Azerbejdżańskiej SRR, 25 marca 1939 awansowany na majora bezpieczeństwa państwowego, od 31 lipca 1939 do kwietnia 1941 zastępca ludowego komisarza spraw wewnętrznych Azerbejdżańskiej SRR, od kwietnia do 7 sierpnia 1941 zastępca ludowego komisarza bezpieczeństwa państwowego Azerbejdżańskiej SRR, od 7 sierpnia 1941 do 7 maja 1943 zastępca ludowego komisarza spraw wewnętrznych Azerbejdżańskiej SRR ds. pracy operacyjnej, 12 czerwca 1942 awansowany na starszego majora bezpieczeństwa państwowego, a 14 lutego 1943 komisarza bezpieczeństwa państwowego. Od 7 maja 1943 do 7 sierpnia 1953 ludowy komisarz/minister spraw wewnętrznych Dagestańskiej ASRR, 11 stycznia 1945 mianowany komisarzem bezpieczeństwa państwowego 3 rangi, a 9 lipca 1945 generałem porucznikiem, 7 października 1953 zwolniony ze służby. Deputowany do Rady Najwyższej ZSRR II i III kadencji.
26 stycznia 1955 aresztowany, 26 kwietnia 1956 skazany na śmierć przez Wojskowe Kolegium Sądu Najwyższego ZSRR w związku ze „sprawą Bagirowa”, następnie rozstrzelany.

## Odznaczenia
- Order Lenina (12 listopada 1945)
- Order Czerwonego Sztandaru (trzykrotnie - 20 września 1943, 3 listopada 1944 i 30 stycznia 1951)
- Order Kutuzowa II klasy (8 marca 1944)
- Order Wojny Ojczyźnianej I klasy (12 listopada 1945)
- Order Czerwonego Sztandaru Pracy (dwukrotnie - 27 kwietnia 1940 i 12 marca 1950)
- Order „Znak Honoru” (26 kwietnia 1940)
- Odznaka "Honorowy Funkcjonariusz Czeki/GPU (XV)" (22 lutego 1936)

I 3 medale.